# امیکرون (فیلم)
امیکرون (انگلیسی: Omicron) فیلمی در ژانر علمی–تخیلی و کمدی به کارگردانی اوگو گرگورتی است. از بازیگران آن می‌توان به رناتو سالواتوری و اوگو گرگورتی اشاره کرد.